# Köves Csaba
Köves Csaba (Budapest, 1966. október 27. –) kétszeres olimpiai ezüstérmes, kétszeres világbajnok és Európa-bajnoki ezüstérmes magyar kardvívó.

## Pályafutása
Köves Csaba először az 1992-es barcelonai olimpián ért el egyéniben tizenegyedik, csapatban második helyezést. 1996-ban Atlantában egyéniben tizennyolcadik, csapatban ismét második lett. 2000-ben Sydneyben is indult, itt egyéniben tizenegyedik, csapatban ötödik lett.